# 1392
| [ Edytuj tabelę ]                          | |
| Król Polski                                | - 1384 Jadwiga Andegaweńska 1399 - 1386 Władysław II Jagiełło 1434                                        |
| Współksiążęta Andory                       | - 1388 Galcerà de Vilanova 1396 - 1391 Mateusz 1396                                                       |
| Król Anglii                                | - 1377 Ryszard II 1399                                                                                    |
| Król Aragonii i Walencji, hrabia Barcelony | - 1387 Jan I Myśliwy 1396                                                                                 |
| Władca Azteków                             | - 1376 Acamapichtli 1395                                                                                  |
| Elektor Brandenburgii                      | - 1388 Jodok z Moraw 1411                                                                                 |
| Książę Bawarii-Ingolstadt                  | - 1375 Stefan III 1413                                                                                    |
| Książę Bawarii-Landshut                    | - 1375 Fryderyk 1393                                                                                      |
| Książę Bawarii-Monachium                   | - 1375 Jan II 1397                                                                                        |
| Książę Burgundii                           | - 1364 Filip II Śmiały 1404                                                                               |
| Cesarz Bizancjum                           | - 1391 Manuel II Paleolog 1425                                                                            |
| Car Bułgarii                               | - 1371 Iwan Szyszman 1393 - 1356 Iwan Stracimir 1396                                                      |
| Cesarz Chin                                | - 1368 Hongwu 1398                                                                                        |
| Król Cypru                                 | - 1382 Jakub I 1398                                                                                       |
| Król Czech                                 | - 1378 Wacław IV Luksemburski 1419                                                                        |
| Król Danii                                 | - 1387 Małgorzata I 1412                                                                                  |
| Dalajlama                                  | - 1391 Gendun Drup 1474                                                                                   |
| Władca Egiptu                              | - 1390 Barkuk 1399                                                                                        |
| Cesarz Etiopii                             | - 1382 Dawid I 1413                                                                                       |
| Król Francji                               | - 1380 Karol VI 1422                                                                                      |
| Król Gruzji                                | - 1360 Bagrat V Wielki 1393                                                                               |
| Hrabia Holandii                            | - 1358 Albert 1404                                                                                        |
| Cesarz Japonii                             | - 1383 Go-Kameyama 1392 - 1392 Go-Komatsu 1412                                                            |
| Kalif                                      | - 1389 Al-Mutawakkil I 1406                                                                               |
| Król Kastylii i Leónu                      | - 1390 Henryk III Chorowity 1406                                                                          |
| Patriarcha Konstantynopola                 | - 1391 Antoni IV 1397                                                                                     |
| Władca Korei                               | - 1389 Kongyang 1392 - 1392 T’aejo 1398                                                                   |
| Wielki książę litewski                     | - 1382 Jagiełło 1400 - 1392 Witold 1430                                                                   |
| Cesarz Majapahitu                          | - 1389 Wikramawardhana 1429                                                                               |
| Sułtan Maroka                              | - 1387 Abu al-Abbas Ahmad 1393                                                                            |
| Książę Mediolanu                           | - 1378 Giovanni Galeazzo 1402                                                                             |
| Wielki książę moskiewski                   | - 1389 Wasyl I 1425                                                                                       |
| Król Nawarry                               | - 1387 Karol III Szlachetny 1425                                                                          |
| Król Norwegii                              | - 1387 Małgorzata I 1412                                                                                  |
| Elektor Palatynatu                         | - 1390 Ruprecht II 1398                                                                                   |
| Papież awinioński                          | - 1378 Klemens VII 1394                                                                                   |
| Papież                                     | - 1389 Bonifacy IX 1404                                                                                   |
| Król Portugalii                            | - 1385 Jan I 1433                                                                                         |
| Cesarz Rzymski (niemiecki)                 | - 1378 Wacław IV Luksemburski 1400                                                                        |
| Kapitanowie Regenci San Marino             | - 1392 Paolo di Ceccolo Simone di Belluzzo 1392 - 1392 Samperino di Giovanni Giannino di Cavalluccio 1392 |
| Książę Serbii                              | - 1389 Stefan IV Lazarević 1402                                                                           |
| Elektor Saksonii                           | - 1388 Rudolf III Saski 1419                                                                              |
| Król Szkocji                               | - 1390 Robert III Stewart 1406                                                                            |
| Król Szwecji                               | - 1389 Małgorzata 1412                                                                                    |
| Król Tajlandii                             | - 1388 Ramesuan 1395                                                                                      |
| Sułtan Turków                              | - 1389 Bajazyd I 1402                                                                                     |
| Doża Wenecji                               | - 1382 Antonio Veniero 1400                                                                               |
| Król Węgier                                | - 1382 Maria Andegaweńska 1395 - 1387 Zygmunt Luksemburski 1437                                           |
| Wielki mistrz zakonu krzyżackiego          | - 1391 Konrad von Wallenrode 1393                                                                         |

Rok 1392 / MCCCXCII
stulecia: XIII wiek ~
XIV wiek ~
XV wiek

lata: 1382 «
1387 «
1388 «
1389 «
1390 «
1391 «
1392
» 1393
» 1394
» 1395
» 1396
» 1397
» 1402

## Wydarzenia w Polsce
- 14 stycznia – Władysław Jagiełło nadał miastu Chełm prawa miejskie magdeburskie.
- 4 sierpnia – król Władysław Jagiełło i jego brat stryjeczny Witold zawarli ugodę w Ostrowie.
- Borek Wielkopolski, Dobra otrzymały prawa miejskie.

## Wydarzenia na świecie
- Po śmierci Agnieszki, wdowy po Bolku II Małym, księstwo świdnicko-jaworskie przeszło pod panowanie Korony Czeskiej.
- W Korei władzę objęła Dynastia Yi.
- W Korei uruchomiono pierwszą odlewnię czcionek drukarskich.

## Urodzili się
- 18 grudnia – Jan VIII Paleolog, cesarz bizantyjski (zm. 1448)
- Flavio Biondo – włoski historyk, badacz architektury i sztuki Starożytnego Rzymu (zm. 1463)

## Zmarli
- 2 lutego – Agnieszka, księżna świdnicko-jaworska, żona Bolka II Małego (ur. 1315/1326)
- 28 czerwca – Wigunt Aleksander, książę kierniowski (ur. ?)